# Epigrypa curvicollis
Epigrypa curvicollis är en insektsart som beskrevs av Brunner von Wattenwyl 1890. Epigrypa curvicollis ingår i släktet Epigrypa och familjen Proscopiidae. Inga underarter finns listade i Catalogue of Life.